# Umie

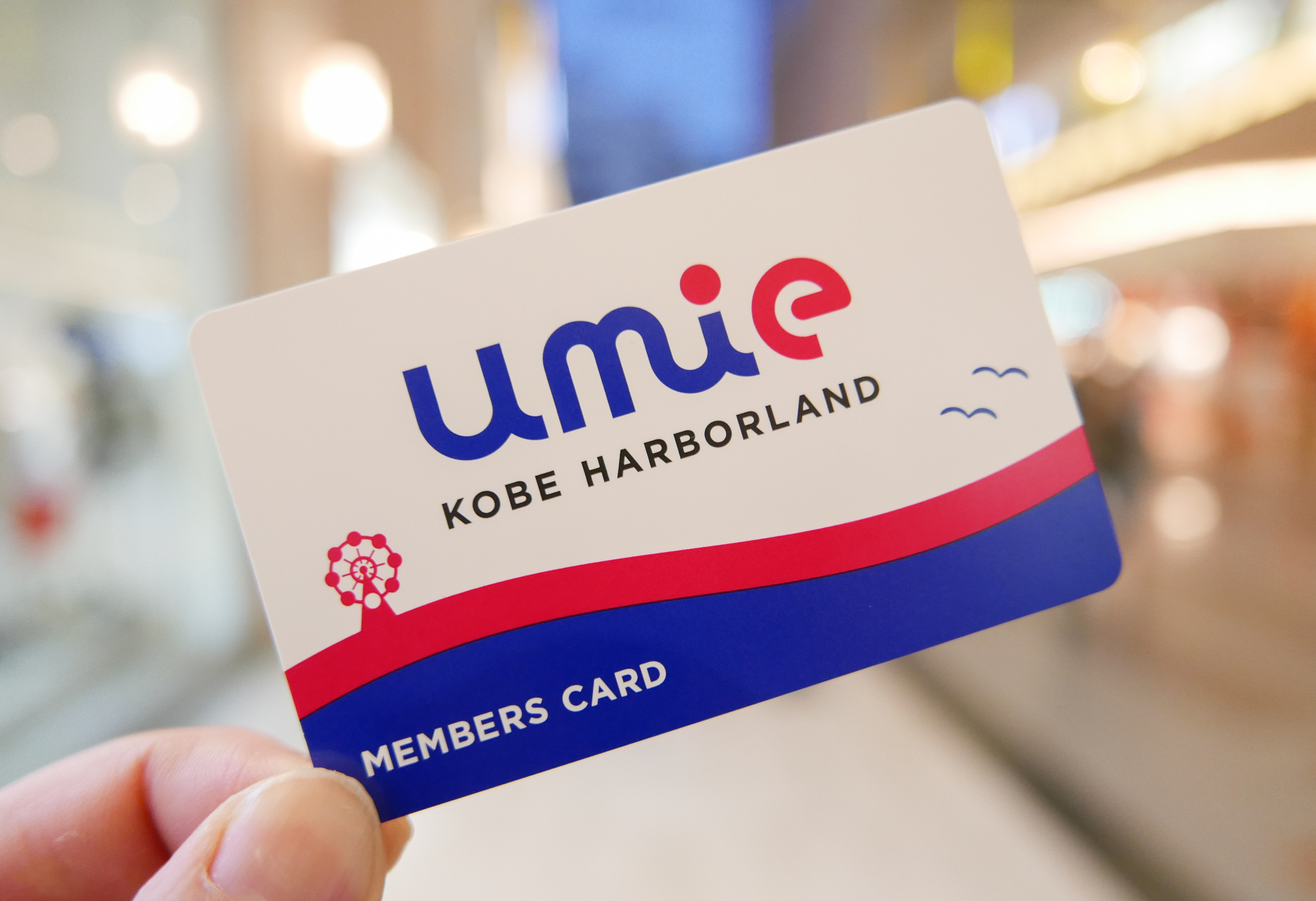
umie メンバーズカード（FeliCa）

umie（ウミエ）は、兵庫県神戸市中央区・神戸ハーバーランドにあるイオンモール株式会社運営のショッピングセンターである。

## 概要

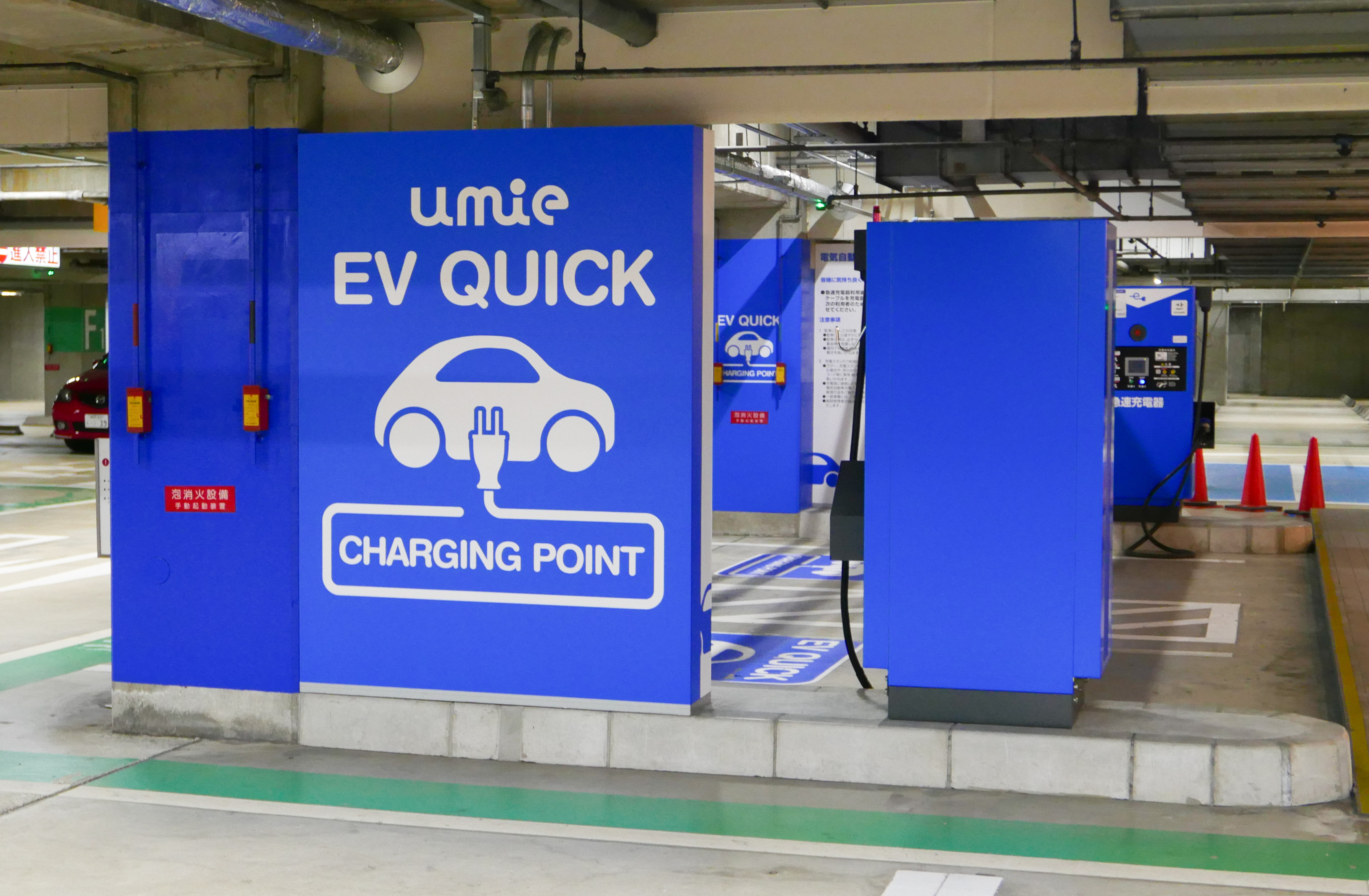
200V急速充電器（地下駐車場）

六甲山側から順に「NORTH MALL」・「SOUTH MALL」・「MOSAIC」の3棟で構成されている。これらは元々別の商業施設（それぞれ「Ha・Re」、「神戸阪急」、「神戸モザイク」）だったが、いずれも売上の低迷などの改善すべき課題を抱えていることから、一部のテナントの入れ替えや施設の名称を統合した上で、2013年（平成25年）4月18日にリニューアルオープンした。
店舗数は3館合わせて225で、リニューアル当日にはオープン前から約1500人もの来場客が行列を作った。
リニューアルに際して、新たにイオンモールが運営に参画しているが、施設内には2017年まで『イオン』を初めとするイオン系列の店舗は原則として出店していなかった。同社によると、年間1500万人の来客を見込んでいる。
地下駐車場内に無料の電気自動車用充電器（200V急速・CHAdeMO）を2台設置している。会員登録などは必要ない。

### NORTH MALL（北館）
神戸ハーバーランドが街開きした翌月となる1992年（平成4年）10月1日、『Kou'Sホールセールメンバーシップクラブ』（神戸ハーバーランド店）と『ダイエーハーバーランドシティ』が開業。地下1階から1階に『Kou'Sホールセールメンバーシップクラブ』（店舗面積7,170㎡）、2階から6階に『ダイエーハーバーランドシティ』（店舗面積22,230㎡）が入った。
ダイエーは、エブリデイ・ロー・プライスの徹底を目指しており、それを実現するための1つとして、会員制のホールセールクラブ業態『Kou'S』をスタートさせ、チェーン化する前、試行店としてここに出店。他方、『ダイエーハーバーランドシティ』は、各フロアごとに明確なコンセプトを掲げた専門大店方式による店づくりを行い、各フロアをそれぞれ「タウン」とし、フロアごとに店長を配置した。交通利便性のよい立地環境にあることと、新しいタイプ店であることから、商圏は西は加古川市、東は西宮市までの広い範囲をダイエーとしては設定。年商は100億円ずつ両店併せて200億円と見込んだ。

#### 開業時のフロア構成
Kou'Sホールセールメンバーシップクラブ
地下1階は家電、家庭消耗品、文具、カー用品、食料品。1階は衣料品、肌着、化粧品、シューズ、日用品など。
ダイエーハーバーランドシティ
2階はポピュラープライスの大きいサイズと小さいプライスの品揃えを強化したレディスファッションの「レディスタウン」、3階はポピュラープライスのビジネスウェアと大きいサイズを核としたメンズファッションフロアの「メンズタウン」、4階は子どもに関連する商品・サービスを全般的に扱い、児童向け図書1万冊を無料で貸し出す図書館を併設した「キッズタウン」、5階は西日本最大級のホームファニシングフロアでカーテンとベッド関連の品揃えを強化した「ホームタウン」、6階は子どもから熟年層まで客層を広げたジーニングフロアとフードコート・アミューズメントも併設した「ジーニングタウン」で構成。

#### 阪神・淡路大震災後
Kou'Sは、1994年（平成6年）4月までに16万人の会員を集めていたが、1995年（平成7年）1月17日の阪神・淡路大震災の発生に伴い、営業を停止し、ポートアイランド・エキゾティックタウンにあった『バンドール』（ディスカウントストア業態）の跡地に独立移転した。跡地には震災の対策本部が置かれ、翌日（1月18日）には、ダイエーの一部フロアで営業を再開。損壊したビルは修復が施され、同年11月10日、『Kou'S』の撤去跡地に専門性の高い商品を取り揃え、全館は『ダイエーハーバーランド店』としてリニューアルオープンしている。その後、2003年（平成15年）8月22日にテナントとしてソフマップが出店するなど、テコ入れされるが、振るわず、2006年（平成18年）9月末の契約満了を前に、ダイエーの事業再生計画に基づく不採算店閉鎖の一環で、2005年（平成17年）11月30日、『ダイエーハーバーランド店』は閉店撤退した。
ダイエーの撤退後、施設を所有する三菱倉庫は傘下の『ディエヌ建物管理』が運営する新たなショッピングセンター『Ha・Re』（ハ・レ）としてリニューアルを進め、先行して2006年11月22日、地下1階から1階に売場面積約10,000m2のイズミヤがオープン、以後、そのほかのテナントも順次オープンし、2007年（平成19年）3月30日にグランドオープンした。だが、『イズミヤハーバーランド店』は10年間の契約期間満了を機に、将来的に収益が見込めないことを理由に、2016年（平成28年）7月16日を以て閉店。こののち、ダイエーからイズミヤへ移行した時と同様に約1年間の閉鎖を経て、イオンリテールが運営する『イオンスタイルumie』がグランドオープン。約300席のイートインスペースを有する食料品中心の店舗となっている。

### NORTH MALL（東館）
1992年（平成4年）10月に星電社が約20億円を投じたハーバーランド店を開業。
1995年（平成7年）3月には、震災で入居するビルが倒壊した三宮本店にあった『PC-PORT神戸』が移転する形でオープンした（三宮本店側も、再開店時に『PC-PORT三宮』としてリニューアル）。
2000年（平成12年）7月、集客力の低下を理由に星電社は閉店。その約5ヶ月後の2000年（平成12年）12月9日にコムサストア・神戸ハーバーランド店がオープンした。関西初の直営店でもある。
その後、別店舗の「神戸店」が現在の北館2階に開店し、しばらくの併存を経て2007年（平成19年）4月20日に閉店。Ha・Reの東館として編入され、現在の『umie』に至る。

### SOUTH MALL
神戸阪急が開業
1992年（平成4年）4月7日に阪急百貨店は、地元企業として地域に根ざした営業を展開するため、運営新会社「株式会社神戸阪急」（資本金4億9千万円）を設立し、10月1日に開業した。オープニングセレモニーには、東宝芸能に所属する沢口靖子や、宝塚歌劇団雪組スターの一路真輝、トップ娘役の紫ともをはじめとする生徒が参加し、阪急百貨店の社長や副社長とともにテープカットを行った。
関西エリアで阪急百貨店は、阪急電車沿線に出店してきたが、神戸では、1936年（昭和11年）に開設した三宮阪急は店舗規模が小さく充分な展開が出来なかった。そうしたことから神戸ハーバーランド地区への出店を決定している。総投資額は同時期に神戸ハーバーランドセンタービル内に開業した神戸西武の倍以上で、後年の博多阪急を上回る約250億円。売上目標は年商260億円で、外商にも注力した地域密着型の営業活動を行うことで、7～8年での累積一掃を目指していた。
店舗デザインは、HTI・SDIというアメリカの店舗設計会社に基本設計を依願。外観はフランスの豪華客船であるノルマンディー号をヒントに設計され、店内中央には1階から6階までの高さ62メートル、直径16メートルもの吹き抜け「ロタンダ」があった。
1階に神戸市からの要請を受け設置した英国の環境保護団体ザ・ナショナル・トラストの化粧品や家具、食器を扱うショップ「ザ・ナショナル・トラスト コレクションハウス」、6階に英国のヴィクトリア・アンド・アルバート美術館と提携した展覧会を開くミュージアムなどを設置して文化性を強調し、低価格品を中心とする神戸西武に対して差別化を図った。ターミナル立地である阪急百貨店の他店舗に対しても、ベイエリアに立地することから、外商顧客らがゆったりと買い物できる店舗を目指した。その一方、従来「神戸阪急」とも呼ばれていた阪急百貨店神戸支店（三宮阪急）は、店舗面積が狭いものの、好立地で親しまれていることから、食料品中心の店舗に転換して棲み分けが図られた。
当初は午前10時から午後7時までの営業だったが、開店後1時間の客はわずかだった。このため、1993年（平成5年）10月1日より平日については、午前11時開店に開店時間を繰り下げることで夕方の接客を手厚くすることにした。
開業時の売場構成
地下1階に食料品とサービスビジネス、1・2階がレディースワールド、3階がメンズワールド、4階がキッズワールド、5階がリビングフロアと催場、6階が呉服・美術・レストラン・ミュージアム・クラブサロンで構成。各フロアで特化した自主編成のMDを組んだ。
文化的集積として、6階に神戸地区の百貨店としては初めての、約700㎡の本格的なミュージアム「神戸阪急ミュージアム」、4階に世界の絵本と絵本から飛び出したキャラクターグッズの館「絵本館」、1階に「ザ・ナショナル・トラスト コレクションハウス」。サービス集積として、6階にメンバー制クラブ「ロタンダ倶楽部」などが置かれた。

#### 復興契機による活性化
阪神・淡路大震災の発生後は、建物、店内設備、什器、商品に大きな損害を受けたことから、全館で営業を停止した。しかし、震災以前からの百貨店らしい高級品に加え、手ごろな商品も扱うように品揃えを変更したうえで、1995年（平成7年）3月10日から地上3階までの低層階で、4月26日には全館で営業を再開した、3月10日の営業再開時には、来店客に富山県砺波市から贈られたチューリップの花が配られた。
県内では地震発生数日後から川西阪急や宝塚阪急が営業していたが、神戸阪急は市中心部にある百貨店の中では、最も早い営業再開だった。そごう神戸店や大丸神戸店も建物の一部が損傷して部分営業にとどまっていたので、ハーバーランド地区が神戸の都心として注目されるきっかけとなり、1997年（平成9年）3月期には年間売上目標をほぼ達成した。なお、三宮阪急は、入居する神戸阪急ビルが崩壊し、同ビル内にある三宮駅を発着する阪急神戸本線の復旧を優先するため、閉鎖に至り、1936年（昭和11年）オープンの「三宮食料品店」時代からの歴史に幕を閉じた。

#### 客離れによる経営悪化
運営会社「株式会社神戸阪急」は、登記上の本店を親会社の阪急百貨店と同一の場所に置いていた。しかし、1998年（平成10年）以降の売上低迷もあって債務超過になり、2001年（平成13年）12月に阪急百貨店（当時）に営業を引き継ぎ、株式会社神戸阪急は会社清算した。
2005年（平成17年）、現在のNORTH MALLに入居していたダイエーが撤退したことで、街開き当初から営業を続けている大型商業施設は神戸阪急とグループ企業の阪急商業開発が運営する『神戸モザイク』（当時）のみになるなど、店舗の入れ替わりにより大きく客層が変化していった。こうした客層の変化などに対応するため、2004年（平成16年）にはアカチャンホンポを誘致、2006年（平成18年）2月1日にグループのスーパーマーケット『阪急オアシス』を入居させ、2006年3月期に子供関連売場のエンターテインメント性を強化するなどのテコ入れが図られた。
しかし、実際にはうめだ本店で人気の商品が中心に販売されるなど、地元のニーズには応えきれず、1997年（平成9年）3月期に259億円に上った売上高はマイナスが続き、2011年（平成23年）3月期には91億4300万円にまで落ち込んでいた。1995年（平成7年）と1996年（平成8年）度を除いて毎年赤字が続いた。このため、エイチ・ツー・オーリテイリングは営業を継続するのは困難と判断し、2011年（平成23年）5月12日、賃貸借契約の切れる2012年（平成24年）9月30日までに神戸阪急を閉店させることを正式に発表。そして同年10月27日、閉店日を2012年（平成24年）3月11日にすることを発表した。2011年（平成23年）12月14日からは閉店セールが行われ、セール期間中の入店者数は前年同期比1.5倍、売上は倍増した。
そして2012年（平成24年）3月11日20時、1階山側正面出入口にて閉店セレモニーが行われ、20時35分にシャッターが下ろされて閉店した。その後は約1年間の空白期間を経て、『umie』の一部に編入された。
なお、阪急百貨店は約7年半の空白期間を挟み、2019年（令和元年）10月に旧・そごう神戸店の店名変更で神戸市中央区に再進出した。店名は同じ「神戸阪急」である。

#### 当時のフロア構成

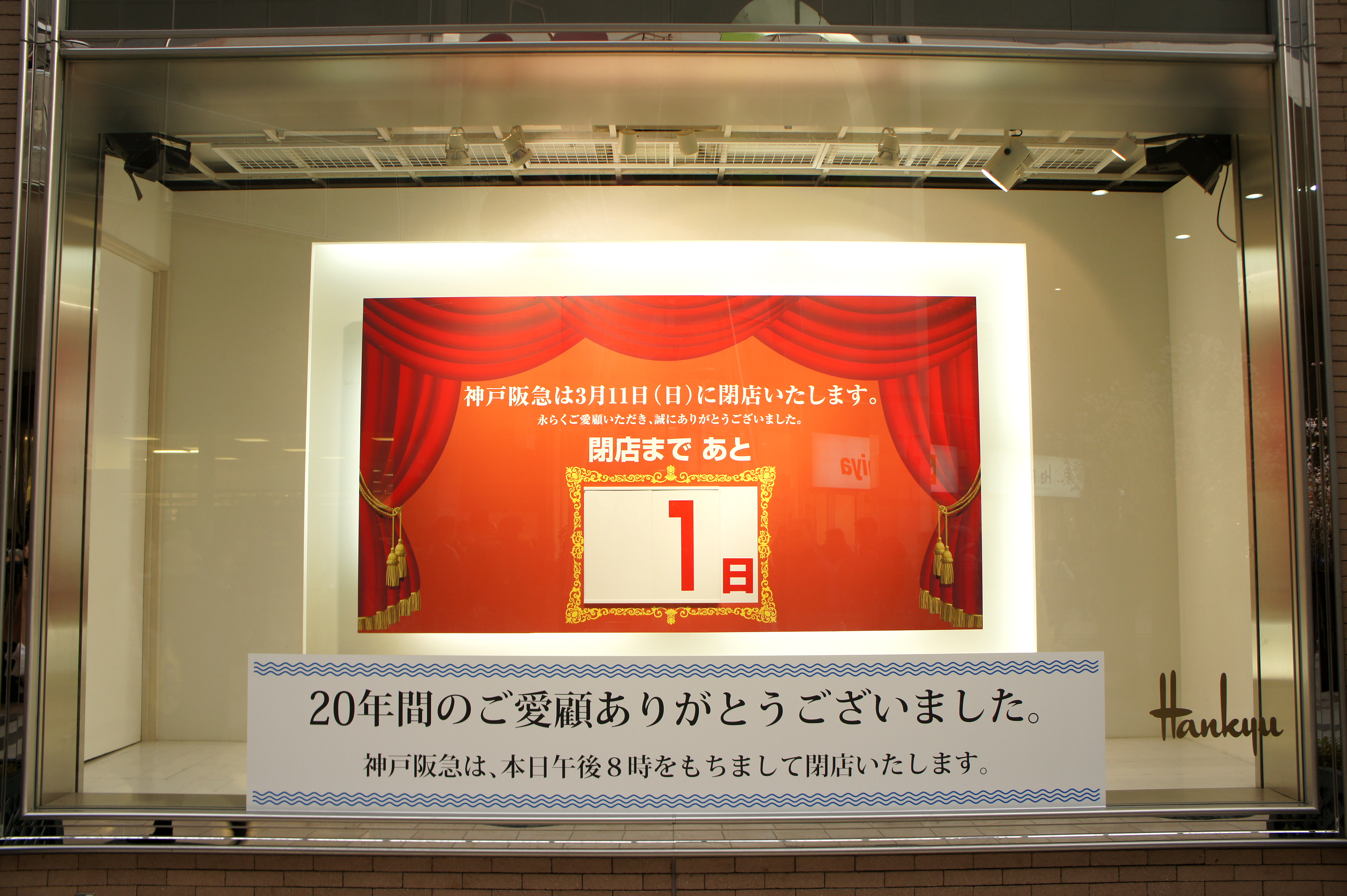
神戸阪急・閉店カウントダウン看板

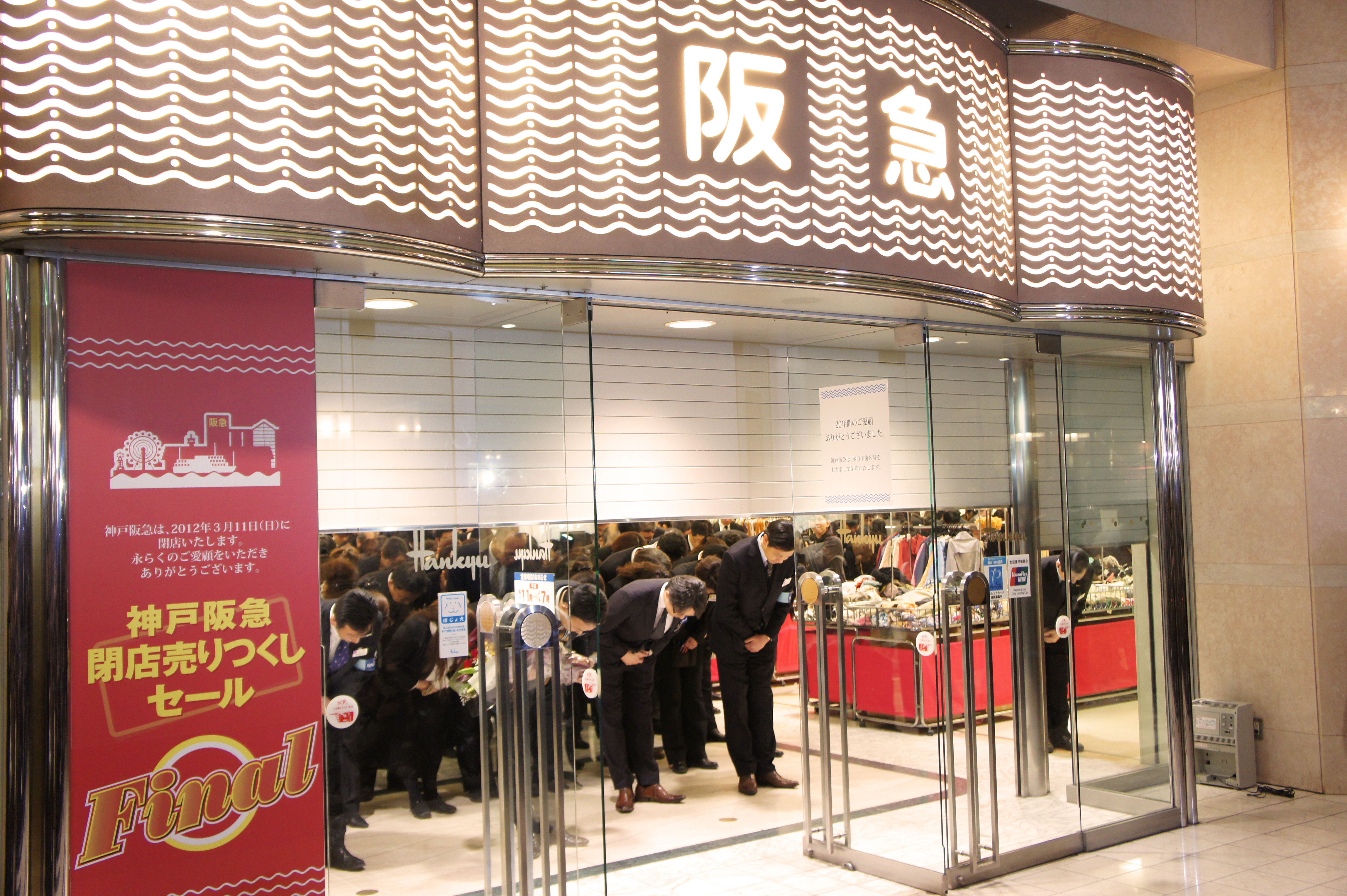
最終営業日のシャッターが閉まる瞬間（1階山側正面出入口）

- 6階 - 家具・ベッド・インテリアとレストランのフロア
- 5階 - ファミリーとこども広場のフロア
- 4階 - キッズ&ジュニアワールドと「アカチャンホンポ」のフロア
- 3階 - メンズファッション・生活雑貨・寝装品・催場・贈答と各種サービスのフロア
- 2階 - レディースファッションのフロア
- 1階 - レディースファッションのフロア
- B1階 - 食料品のフロア
- B2階 - キャナルパーキング

#### 歴代社長
- 初代：染井徹也：1992年4月1日 - 1995年6月
- 第2代：松田英三郎：1995年6月 - 1999年6月
- 第3代：星野嘉男：1999年6月 - 2000年6月
- 第4代：椙岡俊一：2000年6月 - 2001年6月
- 第5代：加藤千速：2001年6月 - 2001年12月1日

### MOSAIC

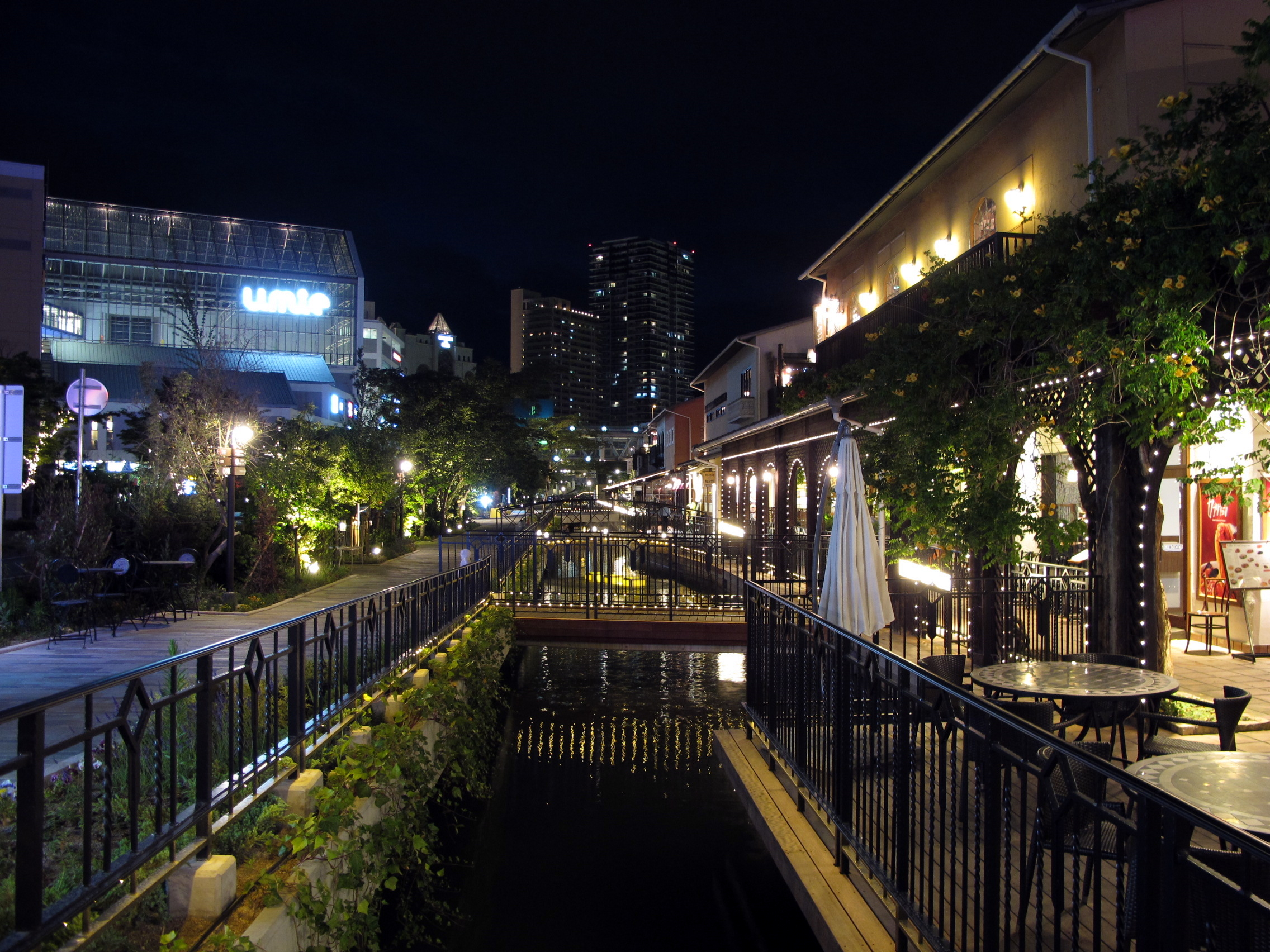
MOSAIC プロムナード

## フロア構成

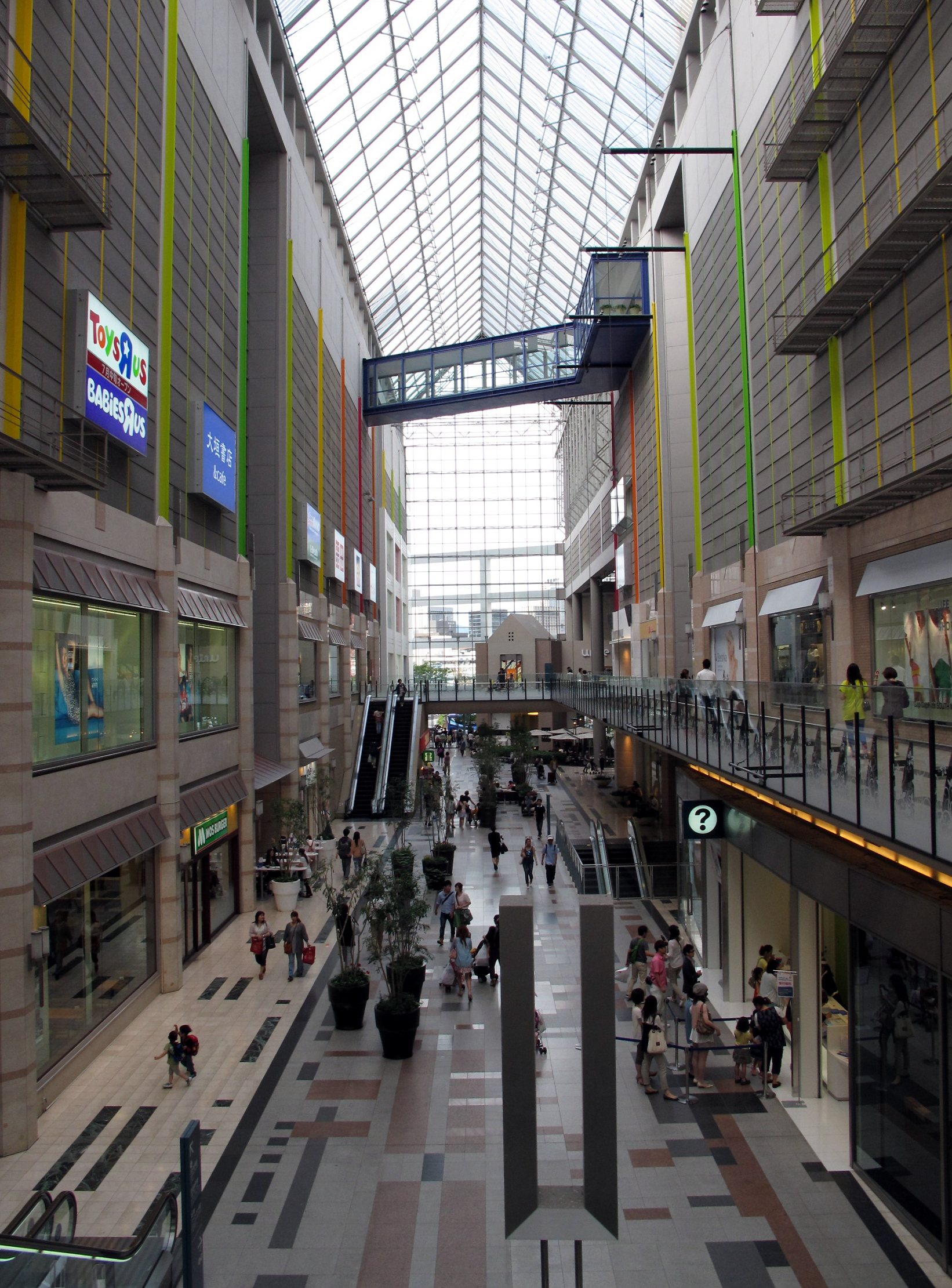
CENTER STREET

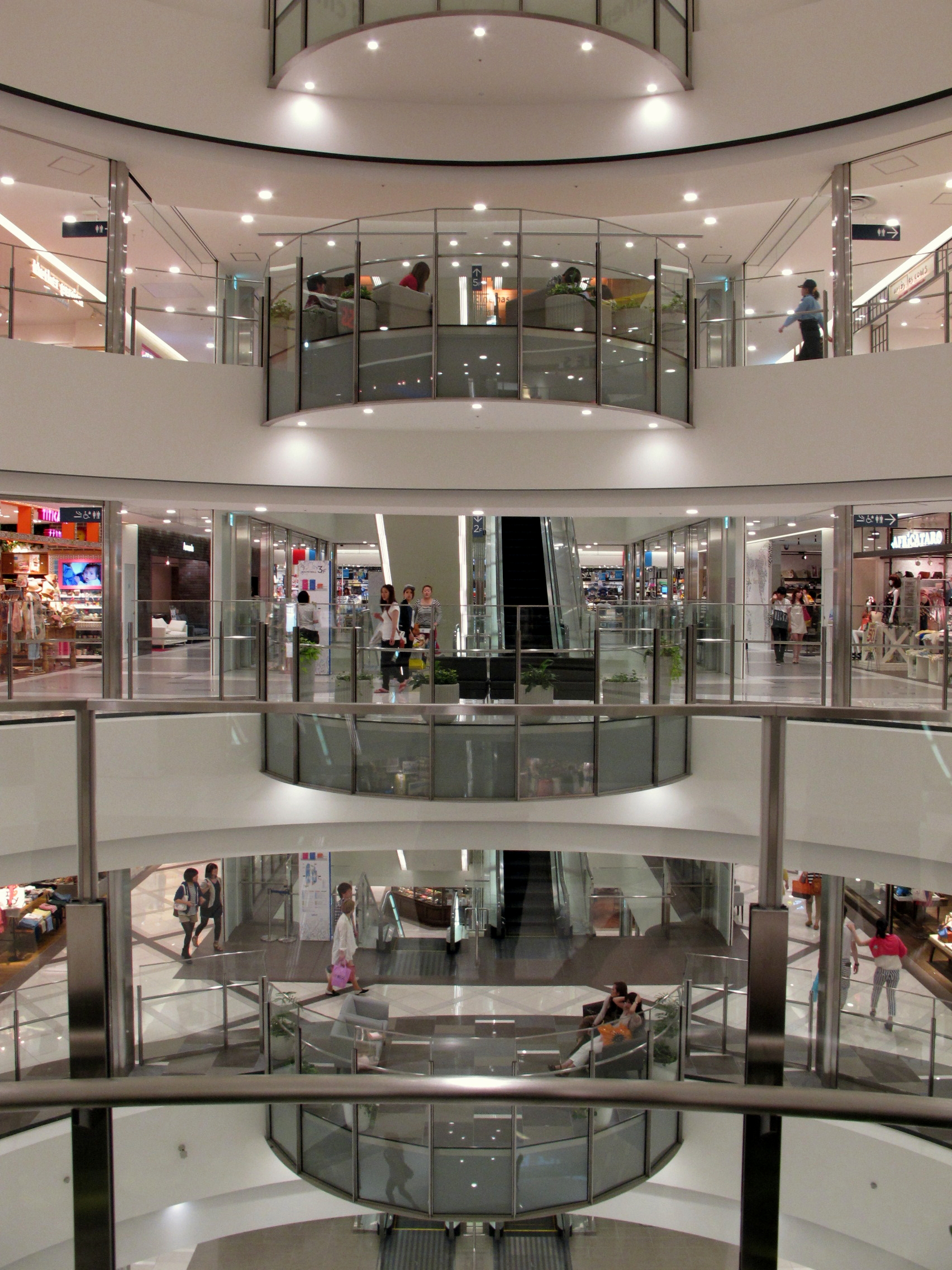
SOUTH MALL

2013年（平成25年）4月現在。特記しない限り、各店共に『umie』へのリニューアル以前から引き続き営業している。

### NORTH MALL
- ユニクロ 神戸ハーバーランド店（3階）
- GU 神戸ハーバーランド店（5階）[注釈 6]
- スーパースポーツゼビオ（3階）
- ソフマップ×コジマ 神戸ハーバーランド店（6階）[注釈 7]
- マナベインテリアハーツ（3階）
- コナミスポーツクラブ（5階 - 6階）
- auショップ 神戸ハーバーランド（地下1階）
- ファミリーマート（1階）
- イオンスタイル (地下1階)
- ディッパーダン（1階）
- トイザらス・ベビーザらス（4階）[注釈 8]
- フードコート（4階）
  - 丸亀製麺
  - ポムの樹Jr.
  - サーティワンアイスクリーム
  - 大阪王将
  - ファーストキッチン
  - Re:ENT楽韓堂
  - 長田本庄軒
  - どうとんぼり神座
  - 肉のヤマキ商店
  - 100時間カレー
  - ゴクゴク無添加スムージー・ジュース専門店

### SOUTH MALL
- セリア（地下1階）[注釈 9]
- ABCマート（4階）
- スタジオアリス（4階）
- ソフトバンク 神戸ハーバーランド umie（地下1階）
- OSシネマズ 神戸ハーバーランド（5・6階）[注釈 10]

| スクリーンNo. | 座席数 | 備考 |
| ------------- | ------ | ---- |
| 1             | 146    |      |
| 2             | 82     |      |
| 3             | 171    |      |
| 4             | 106    |      |
| 5             | 66     |      |
| 6             | 171    |      |
| 7             | 191    |      |
| 8             | 312    |      |
| 9             | 155    |      |

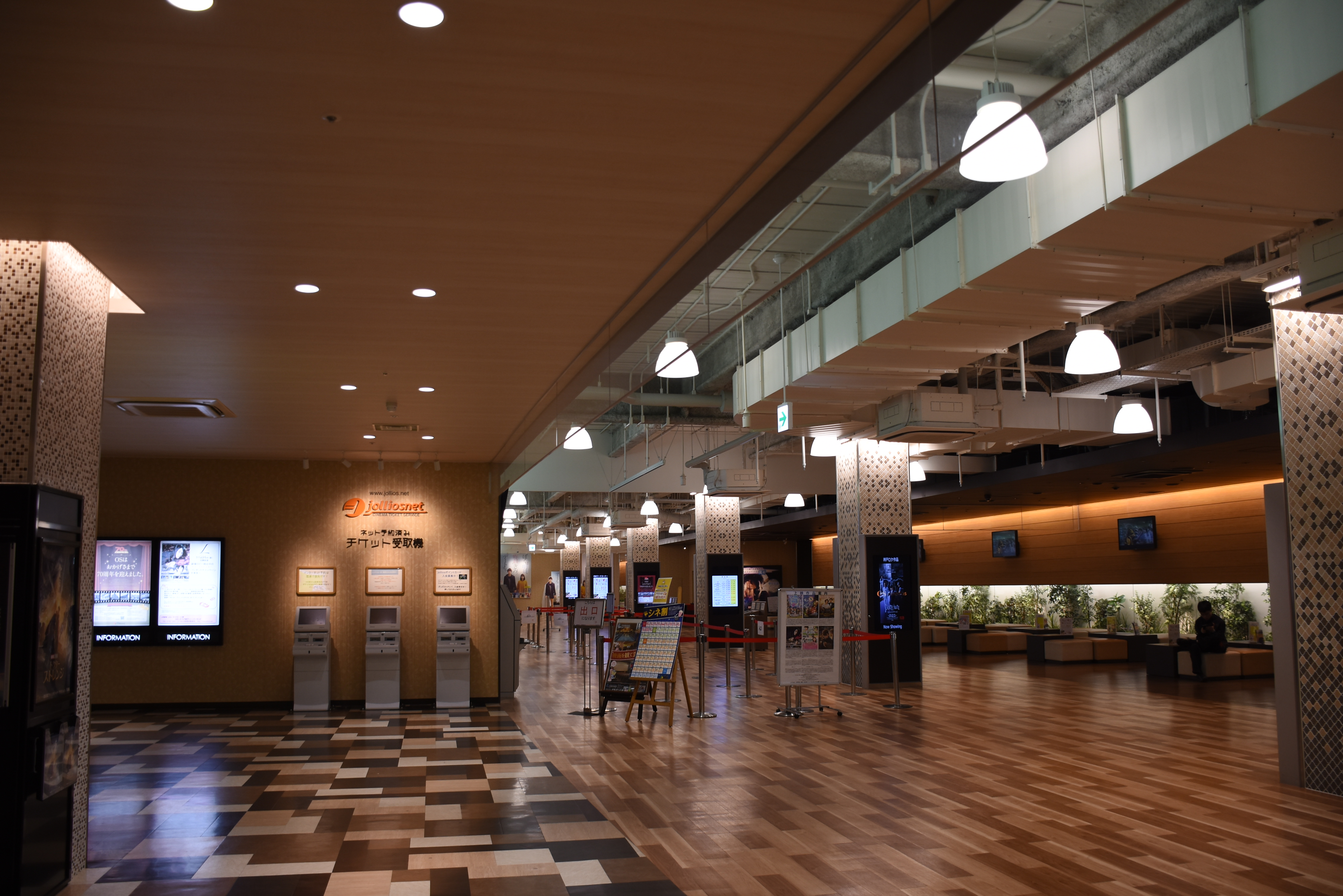
OSシネマズ神戸ハーバーランド

### 過去

#### NORTH MALL（ダイエー）
ハーバーランドシティ期
- Kou'S ホールセールメンバーシップクラブ（地下1階・1階）
- レディスファッションタウン（2階）
- メンズファッションタウン（3階）
- キッズワンダータウン（4階）
- ホームワールドタウン（5階）
- ジーニングタウン（6階）

ハーバーランド店期
- 直営店舗（地下1階・1階）
- メガバンドール（ディスカウントストア、2階 - 6階）

Ha・Re期
- コムサストア 神戸店（2階、2012年9月30日 閉店）
- アーバンスクエア（ゲームセンター、6階）
- オレンジフードコート（6階）

#### NORTH MALL（星電社）
- 生活家電フロア（1階）
- 音響機器フロア、CDショップ『Mr.Jackets』（2階）
- 映像機器フロア（3階）
- コンピュータフロア、旅行代理店（4階）

## 交通アクセス
- JR神戸線：神戸駅から東に約300m（およそ5分）
- 神戸市営地下鉄海岸線：ハーバーランド駅から東に約300m（およそ5分）
- 神戸高速線（阪急・阪神）：高速神戸駅から東に約600m（およそ10分）